# Blaincourt-lès-Précy
Blaincourt-lès-Précy – miejscowość i gmina we Francji, w regionie Hauts-de-France, w departamencie Oise.
Według danych na rok 1990 gminę zamieszkiwały 1253 osoby, a gęstość zaludnienia wynosiła 154 osoby/km² (wśród 2293 gmin Pikardii Blaincourt-lès-Précy plasuje się na 231. miejscu pod względem liczby ludności, natomiast pod względem powierzchni na miejscu 594.).